# Radymno
Radymno (ucraineană Радимно Radymno, idiș רעדעם Redem) este un oraș în Polonia.